# Боб Сутер
Роберт Алан Сутер (енгл. Robert Allen Suter, 16. мај 1957 — 9. септембар 2014) био је професионални амерички хокејаш на леду на позицији одбрамбеног играча.
Професионалну играчку каријеру започео је 1978. Године 1980. са репрезентацијом Сједињених Држава освојио је златну медаљу на Зимским олимпијским играма у Лејк Плесиду.
Његов брат Гари Сутер такође је био професионални хокејаш.
Боб Сутер је умро 9. септембра 2014. од срчаног удара.